# Anophtalmotes hubbelli
Anophtalmotes hubbelli är en insektsart som beskrevs av Desutter-grandcolas 1995. Anophtalmotes hubbelli ingår i släktet Anophtalmotes och familjen syrsor. Inga underarter finns listade i Catalogue of Life.